# Ángel Ramón Paz
Ángel Ramón Paz Rápalo (Santa Bárbara; 28 de octubre de 1950-San Pedro Sula; 4 de noviembre de 2008) fue un futbolista hondureño, que jugó en el Olimpia y el Real Juventud.

## Trayectoria
Apodado "Mon", su debut en la liga hondureña fue el 22 de junio de 1969 anotando uno de los goles ante el Atlético Indio en la victoria por 3-0.

## Selección nacional
Ha representado a su país en 2 partidos de clasificación para la Copa Mundial de la FIFA y acumuló 9 partidos con Honduras.

### Participaciones en Campeonatos Concacaf
| Copa                                          | Sede              | Resultado     | Part. | Goles |
| --------------------------------------------- | ----------------- | ------------- | ----- | ----- |
| Campeonato de Naciones de la Concacaf de 1971 | Trinidad y Tobago | Sexto puesto  | 5     | 0     |
| Campeonato de Naciones de la Concacaf de 1973 | Haití             | Cuarto puesto | 2     | 0     |

## Palmarés

### Títulos nacionales
| Título        | Equipo  | País     | Año     |
| ------------- | ------- | -------- | ------- |
| Liga Nacional | Olimpia | Honduras | 1969-70 |
| Liga Nacional | Olimpia | Honduras | 1971-72 |
| Liga Nacional | Olimpia | Honduras | 1977-78 |

### Títulos internacionales
| Título                           | Equipo  | País     | Año  |
| -------------------------------- | ------- | -------- | ---- |
| Copa de Campeones de la Concacaf | Olimpia | Honduras | 1972 |